# Unicred
A Unicred é uma instituição financeira cooperativa, voltada para profissionais da saúde, que está no mercado há mais de 30 anos, cujo objetivo principal é fornecer soluções financeiras, bem-estar econômico e prestar serviços aos seus mais de 253 mil cooperados, visando um mundo próspero e sem perdedores. O Sistema Unicred conta em 2022 com 04 Centrais, 34 Cooperativas, cerca de 310 Unidades de Negócios em 15 estados brasileiros, além de uma Confederação Nacional com sedes em São Paulo e Porto Alegre.
Sua gestão funciona de forma participativa e democrática, onde os próprios cooperados elegem entre si os responsáveis por administrar os recursos financeiros produzidos, reinvestindo-os em benefício dos cooperados ou distribuindo sobras.
A Unicred é um dos três principais sistemas de cooperativas de crédito brasileiros junto com o Sicredi e o Sicoob.